# División Intermedia 1929 (Perú)
La División Intermedia 1929 fue la cuarta edición de la División Intermedia que constituía la categoría inferior de la Primera División B. Estuvo conformado por equipos de la capital y del Callao. 
El campeón del torneo fue Sportivo Uruguay que, tras empatar en un primer partido, venció en el desempate a Intelectual Raimondi. Además ascienden Miguel Grau y Teniente Ruiz para completar 20 equipos en la División Intermedia 1930.

## Historia
Para el año de 1929, la F.P.F., modifica el sistema del campeonato peruano. Se crea la Primera División B, como categoría superior a la División Intermedia.
El torneo fue integrado por los equipos que mantuvieron la categoría de la temporada 1928. Adicionalmente, los equipos ascendidos de la Segunda División Provincial del mismo periodo. En total, el campeonato estaba conformado por 32 equipos.
Al finalizar el torneo, los equipos que no logran el ascenso a la División Intermedia 1930 descienden a la Segunda División Provincial de ese año.

## Ascensos y descensos
| Posición | Ascendido a Primera División 1929 |
| -------- | --------------------------------- |
| 2º Lig.  | Sporting Tabaco                   |

| Posición | Descendido de División Intermedia 1928                                        |
| -------- | ----------------------------------------------------------------------------- |
| Serie 1  | Sport Lucanas Juventud Chorrillos Atlético Sáenz Peña                         |
| Serie 2  | Juventud El Sol González Prada Sport Progreso Callao                          |
| Serie 3  | Juventud Ormeño Deportivo Pensilvania Nacional Barranco Independiente Callao  |
| Serie 4  | Victoria Barranco Juventud Soledad Sport Lavarello Carlos Tenaud Young Men    |
| Serie 5  | Atlético Espinar Centro Sportivo Ostolaza Fraternal Barranco Juventud Alianza |

## Equipos participantes

### Primera Serie
- Intelectual Raimondi - Gana serie y asciende
- Racing FBC Rímac  - descendido
- Alianza Dos de Mayo - descendido
- Sport José Gálvez  - descendido
- Sporting Association - descendido
- Sport Magdalena - descendido
- Huáscar Barranco  - descendido
- Buenos Aires Barranco - descendido
- Alfonso Ugarte Callao - descendido
- Diego de Almagro Rímac - descendido
- Juventud Gloria  - descendido
- Social Progresista Callao  - descendido
- Focion Mariategui Lima  - descendido
- Porteño FBC  - descendido
- Radiant Star Callao - descendido
- Alfonso Ugarte Barranco - descendido

### Segunda Serie
- Sportivo Uruguay - Gana serie y asciende
- Teniente Ruiz - asciende
- Miguel Grau - asciende
- Rada y Gamio - descendido
- Sanguinetti y Dasso - descendido
- Unión Buenos Aires Chorrillos -descendido
- Combinado Rímac -descendido
- Sport Las Leonas - descendido
- Porvenir Miraflores - descendido
- Boca Juniors Callao - descendido
- Sporting Bellavista Callao - descendido
- Social Victoria - descendido
- Juventud Nepeña Lima - descendido
- Asociación Chorrillos FBC - descendido
- Sport Abancay - descendido
- Santa Rosa Rimac  - descendido

## Final
| 23 de marzo de 1930 | Intelectual Raimondi | 3:3 | Sportivo Uruguay | Estadio Víctor Manuel III, Lima |  |

| 30 de marzo de 1930 | Intelectual Raimondi | 0:3 | Sportivo Uruguay |  |  |

## Nota
- Los equipos campeones de serie que debieron ascender a la Primera División B del siguiente año. No obstante, el campeonato desapareció.
- Por lo tanto, Federación Peruana de Fútbol, dispuso que los equipos campeones de serie se mantuvieran en la División Intermedia de la siguiente temporada.
- En 1929, se llevó a cabo en paralelo la Primera División B y la División Intermedia como torneos independientes.
- Ante ello, en 1929 desaparece la Tercera División Provincial. Sin embargo, retorna en funciones en 1930.